# Abū al-ʿAtāhiyya
 (octobre 2017).
Si vous disposez d'ouvrages ou d'articles de référence ou si vous connaissez des sites web de qualité traitant du thème abordé ici, merci de compléter l'article en donnant les références utiles à sa vérifiabilité et en les liant à la section « Notes et références ».
Abū al-ʿAtāhiyya (أبو العتاهية) de son nom complet Abū Ish̩āq Ismāʿīl ibn al-Qāsim al-ʿAnazī (أبو إسحاق إسماعيل بن القاسم العنزي) né en 748 (130 H ) à 'Ayn al- Tamr et est mort entre 825-26 (210-11 H). C'est un poète arabe de la fin de la seconde partie du VIIIe siècle et début du IXe siècle.

## Biographie
Atahiya naît à ʿAyn al-Tamar, dans le Hedjaz près de Médine. Sa famille étaient des mawali de la tribu des BanuʿAnaza.
Il passe son enfance à Koufa où il exerce la profession de vendeur de poteries. Il part ensuite pour Bagdad où il continue son commerce et se rend célèbre pour ses vers.
Il a écrit beaucoup de poèmes sur ʿUtba, l'esclave calife d'Al-Mahdi.
Il a écrit sur elle :
« Pour ʿUtba mon œil déborde de larmes qui coulent, coulent sans arrêt. Sa beauté évoque une perle extraite du fond des mers que les flots ont jetée sur le rivage. »
Cependant 10 ans après son accession au pouvoir du fils d’al-Mahdī, Hārūn al-Rashid, le poète finit par tomber en disgrâce car il avait juré ne jamais écrire un autre ghazal,. Il abandonne donc la poésie sentimentale pour une poésie ascétique (zuhdiyyāt) qui lui a valu une grande renommée, dans l'élite mais aussi dans le peuple qui appréciait son langage simple, naturel et spontané.[réf. nécessaire]
Après avoir offensé le calife, il est emprisonné pendant une courte période.
En prison, il se lie d'amitié avec le musicien, Ibrāhīm al-Maws̩ilī qui met plusieurs de ses poèmes en musique.
Il meurt en 825, pendant le règne du calife Al-Ma'mun.